# Andrea Melodia
Andrea Melodia (Varese, 3 marzo 1944) è un giornalista italiano.

## Biografia
È stato alle dipendenze della Rai dal 1966. Redattore del Telegiornale, nel 1976 opta per il TG1 di Emilio Rossi divenendo poi caposervizio della redazione Servizi Speciali e della redazione Coordinamento, poi caporedattore della cronaca e della Segreteria di redazione. Negli anni '70 è stato per un decennio presidente nazionale del Centro Studi Cinematografici, associazione di circoli del cinema di ispirazione cattolica. A partire dal 1987 entra in Direzione generale della Rai come vicedirettore giornalistico, alle dipendenze del vicedirettore generale per il coordinamento della TV Emmanuele Milano. Lascia la Rai nel 1991 per andare a dirigere Telemontecarlo. Rientra in Rai nel 1994 e nel 1995 è direttore della nuova struttura Gestione diritti, da cui dipende la produzione di tutta la fiction dell'azienda. Da allora, e prima di lasciare la Rai nel 2009, è stato vicedirettore vicario di Rai 1, ha avviato la struttura poi divenuta Rai Teche, ha curato le trasmissioni del Giubileo del 2000 ed è stato Coordinatore delle sedi regionali.
Per 17 anni accademici ha ricoperto incarichi di insegnamento alla Università LUMSA, per Teorie e tecniche del linguaggio radiotelevisivo e Storia della radio e della televisione.
Dal 2009 al 2016 è stato presidente nazionale dell'UCSI, l'associazione dei giornalisti cattolici italiani.
Attualmente è consigliere di amministrazione di TV2000 e vicepresidente dell'associazione Infocivica.
| Controllo di autorità | SBN RMLV054519 |